# Anoplodactylus spinosus
Anoplodactylus spinosus is een zeespin uit de familie Phoxichilidiidae. De soort behoort tot het geslacht Anoplodactylus. Anoplodactylus spinosus werd in 1961 voor het eerst wetenschappelijk beschreven door Losina-Losinsky. 